# 陈国荣
陈国荣（1956年—），男，汉族，山西中阳人，中华人民共和国政治人物。中国共产党党员。毕业于中共山西省委党校经济学专业。曾任中共临汾市委委员、常委、市纪委书记。

## 生平
2008年，当选第十一届全国人民代表大会山西地区代表。
2015年12月，被开除党籍。